# 뷰티룸
《뷰티룸》(Beauty room)는 대한민국의 JTBC4에서 2019년 4월 8일부터 6월 10일까지 방영 중인 뷰티 전문 프로그램이다.

## 기획 의도
전 세계의 뷰티 트렌드를 이끌고 있는 K-뷰티와 대한민국 최고 아이돌 스타들의 컬래버레이션 프로젝트가 시작된다. 한류 아이돌이 사용하는 화장품, 패션은 물론, 이너뷰티와 헬스 뷰티까지 애완을 그린다.

## 방송 시간
- JTBC4 - 매주 월요일 밤 11시 (총 10부작)

## 출연진
- 효민
- 전효성
- 솔빈
- 신수지
- 공찬
- 김동한
- 정민규

## 제작사
- 투민스프로덕션

## 제작진
- 연출 : 김종민, 심방섭, 김도영, 신혜원
- 작가 : 김민아, 윤성희, 강은아, 김온유